# Brandslange
En brandslange er en slange, der bruges til at slukke brande med. Den kan kobles på en brandhane eller brandbil eller være fastmonteret i (større) bygninger (typisk offentlige bygninger, fabriker, hoteller o.lign.).
Brandslanger kan opdeles i:
- sugeslange, der går fra f.eks. en dam til en brandpumpe. De er forstærkede med ståltråd, så de ikke klapper sammen på grund af undertrykket. Sugeslangen er forsynet med et sugehoved og en sugekurv, der skal forhindre, at blade, grus m.v. suges ind i pumpen.
- trykslanger, der går fra pumpe til strålerør eller vandkanon, eller fra brandhane til pumpe. De er ikke forstærket med ståltråd og kan klemmes flade, når de skal pakkes sammen.

## Dimensioner
I Danmark anvendes flg. fem dimensioner af trykslanger:
- F-slange lysning 204 mm, ca 2500 l/min
- A-slange lysning 102 mm, ca 1200 l/min.
- B-slange lysning 75 mm, ca 600 l/min.
- C-slange lysning 52 mm, ca 200 l/min.
- C-slange lysning 42 mm. Kaldes også "C-42" eller "CF-slange". Samme kobling som C-slange, kun diameter er forskellig.
- D-slange lysning 25 mm. D-slangen er en udpræget førstehjælpsslange, der rulles ud direkte fra automobilsprøjten.

## Opbevaring
Nogle brandslanger opbevares klar til brug på ruller på automobilsprøjten. Slanger kan derudover opbevares som ruller, der kan udlægges med et kast, i slangekurve, der er metalkurve, hvor en eller flere slanger ligger i bugter. Kan let bæres af en mand. Endelig kan de opbevares i slangekufferter, hvor flere sammenkoblede slanger ligger klar til udlægning. Udlægningen sker idet to mand bærer kufferten imellem sig. Brandslange kan også udlægges kørende fra en slangetender. 

## Materialer
Brandslanger blev oprindeligt fremstillet af en vævet hør- eller hampestrømpe. Denne type slange, kaldet rå slanger, lækker lidt vand, men vævningen svulmer hurtigt op, når den bliver våd, og gør slangen tæt. På grund af det udsivende vand er slangen noget robust over for varme. Til gengæld skal den tørres efter brug for ikke at gå i forrådnelse. Derfor er mange brandstationer forsynet med et tårn til tørring af slanger. Rå slanger tager også let skade i frostvejr. 
En anden type slanger er foret med gummi og er forsynet med en vævning helt eller delvist af naturfibre. 
Nyere slanger, såkaldte syntetiske slanger, er fremstillet af en kunststofstrømpe af f.eks. nylon eller polyester og forsynet med en gummibelægning inderst. Disse slanger er mere holdbare end de rå slanger og kan opbevares våde. 

## Slangekoblinger
I Danmark anvendes den såkaldte Storz-kobling. Slangerne er i hver ende forsynet med en kobling af støbt aluminium, stål eller messing. Hager på hver kobling griber ind i en slidse på den modstående kobling, hvorefter koblingerne drejes sammen. Efterspændning sker med slangenøgler. Koblingerne er forsynet med en gummilæbe, der tætner koblingen. Sugeslanger har en anden type pakning, da trykket er udefra og ind. 
Til længere forsyninger med vand kan etableres en vandforsyning med sammenkoblede vandrør.
Forbindelsen mellem slanger af forskellige diameter sker med overgangskoblinger eller med afgrenere (som har afgange til mindre slanger og en videregående forbindelse med samme diameter) eller forgrenere (fra en stor slange til flere mindre slanger). Der findes også samlestykker, der kan koble flere mindre slanger til en større slange. Disse er forsynet med en tilbageløbsventil. 

## Billedgalleri
- Hampeslange på 'Rheinland-Pfälzischen Feuerwehrmuseum'
- Automobilmonteret pumpe med 1 sort A-suge- og 2 røde B-trykslanger
- Slange på automobilsprøjte  klar til brug
- Storz-kobling på B-slange
- 2 slangefordelere med B- og C-slanger
- Si til montering på sugeslange med Storz-kobling
- Kurv med tre sammenfoldede slanger
- Slangeoverkørsel
- Skilt på fastmonteret brandslangeskab
- Brandslangeskab
- Brandslangeskab på skib
- Sammenfoldet slange i skab sammen med løs ildslukker
- Gentofte brandstation med slangetårn til tørring af slanger